# Richard Hertz
Richard Hertz (* 23. Mai 1898 in Hamburg; † 2. August 1961 in Mexiko-Stadt) war ein deutscher Botschafter in Südkorea und Mexiko.

## Leben

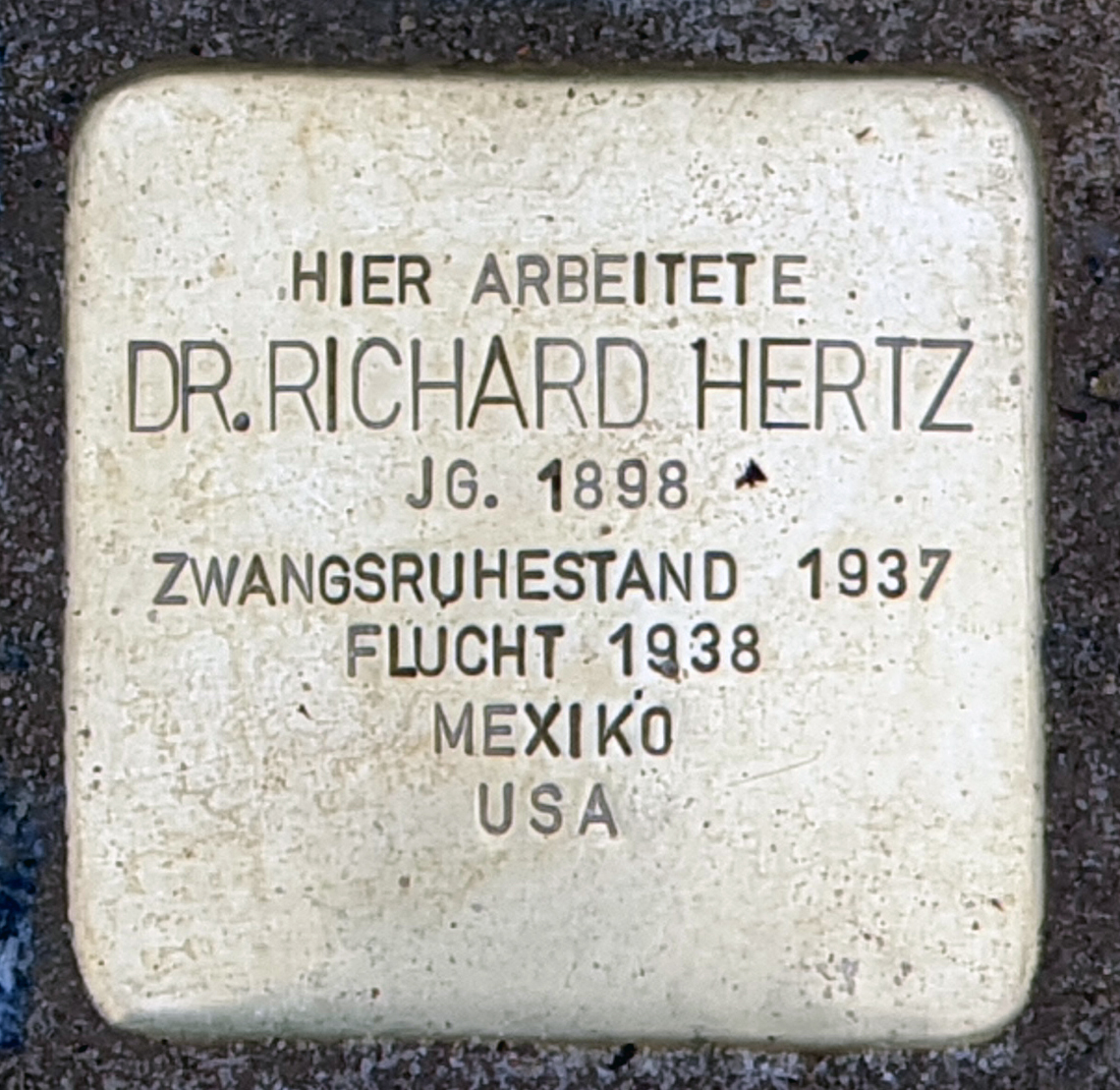
Stolperstein am Haus, Wilhelmstraße 92, in Berlin-Mitte

Beim Eintritt in den Auswärtigen Dienst des Deutschen Reichs hatte Richard Hertz als Religion evangelisch-lutherisch angegeben.
Richard Hertz war 1927 Vizekonsul des Deutschen Reichs in Batavia und Singapur, wo er mit dem chilenischen Honorarkonsul in Batavia und Singapur Pablo Neruda befreundet war.
Hertz schrieb an das Außenministerium des Deutschen Reichs detaillierte Berichte über die politische Situation auf Java. Er beschrieb die Unabhängigkeitsbewegung. In einem Bericht von 1927 beschrieb er die Situation in Niederländisch-Indien, Rassenprobleme der Mehrheitsbevölkerung, welche durch Holländer und deren Abkömmlinge dominiert wurden und anderen, welche für eine vollständige Unabhängigkeit von Holland kämpften. Hertz erwähnte einen gescheiterten kommunistischen Aufstand von 1926 und das Auftreten von Persönlichkeiten der antiholländischen Gruppen: die kommunistische Partei und die panislamische Bewegung, darunter Sukarno, welcher als 26-Jähriger gerade das Gefängnis verlassen hatte. 1932 kehrte Richard Hertz nach Berlin zurück, wo er in der Abteilung II des Außenministeriums in der Wilhelmstraße eingesetzt wurde. Im August 1933 wurde das Auswärtige Amt auf Adolf Hitler vereidigt. Im Februar 1937 wurde Richard Hertz als Generalkonsul nach Chicago entsandt. Im März 1937 wurde Richard Hertz aufgrund der Nürnberger Gesetze abberufen.
Richard Hertz blieb in den USA und arbeitete als Professor an der Universität Dubuque in Iowa.
Nach 1945 wurde Richard Hertz der erste Generalkonsul der Bundesrepublik Deutschland in Los Angeles.
In dieser Funktion wurde er im September 1957 durch Dr. Eduard Schneider abgelöst. Richard Hertz gab am 10. Oktober 1957 bei Präsident Rhee Syng-man in Seoul sein Akkreditierungsschreiben als erster bevollmächtigter Botschafter der Bundesrepublik Deutschland in Südkorea ab. Am 5. Dezember 1960 überreichte Hertz sein Akkreditierungsschreiben an den Präsidenten Adolfo López Mateos in Mexiko. In Mexiko residierte Hertz in der Avenida Paseo de las Palmas 1991 im Viertel Lomas de Chapultepec, wo ihn ein tödlicher Schlaganfall ereilte.
Am 5. November 2021 wurde vor dem ehemaligen deutschen Außenministerium, Berlin-Mitte, Wilhelmstraße 92, ein Stolperstein für ihn verlegt.

## Familie
Die Großväter von Richard Hertz waren Carl Eggert und Gustav Ferdinand Hertz. Gustav Ferdinand Hertz war mit seinen Eltern 1834 von der jüdischen Religion zum Protestantismus konvertiert und war Senator im Senat der Freien und Hansestadt Hamburg. Seine Mutter war Carmen Eggert (* 25. März 1868 in Berlin; † 31. März 1952, in Hamburg-Ohlsdorf), sein Vater Rudolf Hertz (* 12. Mai 1861; † 3. März 1933) und sein Onkel war der Physiker Heinrich Hertz. Die Bildhauerin Karin Hertz war seine Cousine zweiten Grades. Seine Frau Feliza Margarita geborene Vorwerk (* 6. März 1910; † 2. Juni 2001) war eine Urenkelin von Georg Friedrich Vorwerk.

## Werke
Das Hamburger Seehandelshaus J.C. Godeffroy und Sohn 1766-1879, Hartung, Hamburg, 1922, (Veröffentlichungen des Vereins für Hamburgische Geschichte, Band 4), DNB 570331633 (Hierbei handelt es sich vermutlich um die leicht geänderte Dissertation).